# Marc Trilles
Marc Trilles   (Vilafamés, 8 d'agost de 1991) Marc Trilles Gil és un futbolista valencià que juga com a defensa central per la SD Tarazona.